# 稀齿楼梯草
稀齿楼梯草（学名：Elatostema cuneatum）为荨麻科楼梯草属的植物。分布于锡金、印度、印度尼西亚、不丹、老挝以及中国大陆的云南等地，生长于海拔1,200米至1,370米的地区，多生在山谷林中和悬崖上，目前尚未由人工引种栽培。